# دينا فيلدمان
دينا فيلدمان (بالعبرية: דינה פלדמן‏) هي ناشِطة وعالمة نفس إسرائيلية، ولدت في 1950.